# Adriaan Blaauw
Adriaan Blaauw (Amsterdã, 12 de abril de 1914 — Groningen, 1 de dezembro de 2010) foi um astrônomo holandês.

## Vida
Blaauw nasceu em Amsterdã, filho de Cornelis Blaauw e Gesina Clasina Zwart, e estudou na Leiden University e na University of Groningen, obtendo seu doutorado nesta última em 1946. Em 1948, foi nomeado professor associado em Leiden. Na década de 1950, ele trabalhou alguns anos no Observatório Yerkes, antes de retornar à Europa em 1957 para se tornar diretor do Instituto Astronômico Kapteyn em Groningen. Blaauw esteve intimamente envolvido na fundação do Observatório Europeu do Sul e foi seu diretor geral de 1970 a 1975. Em 1975, ele retornou à Holanda, tornando-se professor titular em Leiden, até sua aposentadoria em 1981. De 1976 a 1979, atuou como presidente da União Astronômica Internacional. Ele presidiu a comissão de atribuição de prioridades científicas para o programa de observação do satélite astrométrico Hipparcos. Sua pesquisa envolveu a formação de estrelas, os movimentos de aglomerados de estrelas e associações estelares e escala de distância. Suas principais contribuições são a explicação da origem das estrelas que se movem com alta velocidade em nossa galáxia e a descrição da formação estelar em associações.

Entre suas muitas honrarias, ele foi nomeado membro da Academia Real Holandesa de Artes e Ciências em 1963, eleito Membro Honorário Estrangeiro da Academia Americana de Artes e Ciências em 1973. Em 1989, ele foi premiado com a Medalha Bruce. Em 1997, a Universidade de Groningen instituiu uma cadeira Blaauw e uma palestra Blaauw em sua homenagem. O asteróide 2145 Blaauw e o Observatório Blaauw foram nomeados em sua homenagem. Ele morreu em 2010 na cidade de Groningen.